# Гросер-Ванзе
Гросер-Ванзе (нем. Großer Wannsee — в переводе большой Ванзе) — озеро в берлинском округе Штеглиц-Целендорф, представляющее собой расширенный участок русла реки Хафель. Помимо Гросер-Ванзе в Берлине есть и Клайнер-Ванзе в составе Грибниц-канала.
Река Хафель, Гросер-Ванзе, Грибниц-канал, Грибницзе и Глиникское озеро (нем. Glienicker Lake) со всех сторон окружают административный район Ванзе, который представляет собой речной остров, расположенный к западу от Большого Ванзе. К северу на Хафеле находится остров Шваненвердер, а к западу приблизительно в километре вверх по течению Хафеля расположен остров Пфауэнинзель.
Пляж озера расположен в северной части восточного берега и входит в состав района Николасзе, а не Ванзе. До падения Берлинской стены это живописный берег с широко раскинувшимся пляжным корпусом, являющимся памятником архитектуры, и специально выделенной зоной для нудистов был излюбленным местом отдыха жителей Западного Берлина.
По озеру курсируют речные трамвайчики: вдоль Хафеля или по Грибницскому каналу на них можно добраться в города Потсдам, Вердер или перебраться в район Тегель. Причал находится на южном берегу озера недалеко от моста Ванзебрюкке и одноимённого железнодорожного вокзала. Сюда же прибывает паром из Кладова, с противоположного берега Хафель.
20 января 1942 года на вилле Марлье на западном берегу озера состоялось тайное совещание высокопоставленных представителей имперских ведомств нацистской Германии и НСДАП, где обсуждались вопросы реализации принятого ранее решения об уничтожении еврейского населения Европы. Эта встреча позднее получила название Ванзейской конференции, а на вилле в настоящее время располагается Мемориальный центр Холокоста.